# Árbol de plata de Karakórum
El árbol de plata de Karakórum fue una escultura edificada frente al palacio del Kan en el centro de la ciudad de Karakórum, antigua capital del Imperio Mongol. Fue construida por el orfebre parisino Guillaume Bouchier en el siglo XIII. Durante muchos años fue el símbolo más importante de Karakórum hasta desparecer cuando la ciudad fue abandonada.

## Historia
Möngke, Gran Kan del Imperio Mongol, encargó la construcción del famoso árbol de plata al orfebre parisino Guillaume Bouchier, quién había sido capturado por los mongoles en Belgrado, durante la época de auge de la ciudad a mediados del siglo XIII.  Bouchier había sido capturado en Belgrado por los mongoles durante el paso de la horda por Europa y traído a su capital para ser puesto al servicio del kan.

## Descripción
El fraile franciscano y viajero medieval Guillermo de Rubruquis visitó la ciudad de Karakórum en 1254 y realizó la siguiente descripción del árbol de plata:

En la entrada del palacio (…) el maestro William el Parisino ha construido un gran árbol de plata, y a sus pies hay cuatro leones plateados, cada uno con un conducto que lo atraviesa expeliendo leche blanca de yegua. Y cuatro conductos conducen hacia el interior del árbol hasta su copa donde se dobla hacia abajo, y en la punta de todos estos está una serpiente dorada con la cola enroscada alrededor del árbol. Y desde una de las puntas fluye vino, de otra cara cosmos o leche de yegua, de otra bal y de otra hidromiel de arroz la cual es llamada terracina; y para cada licor hay un tazón especial de plata a los pies del árbol para recogerlo. Entre estos cuatro conductos en la copa, hay un ángel sosteniendo una trompeta y bajo el árbol hay un compartimiento en el cual un hombre puede ser escondido. Y tuberías cruzan a través del corazón del árbol hasta el ángel, al principio se usaron fuelles para hacerlo sonar pero no daban suficiente viento.

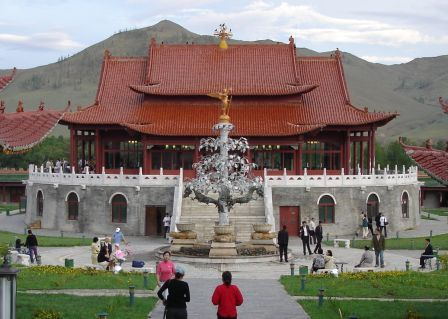
Árbol de plata de Karakórum (reconstrucción moderna).

Afuera del palacio hay una cava, donde los licores son almacenados y hay siervos listos para verterlos tan pronto oyen al ángel trompetear. Y hay ramas de plata en el árbol, y hojas y frutas. Cuando una bebida es requerida, el mayordomo le indica al ángel que haga sonar su trompeta. Entonces quién está escondido en el compartimiento, escuchando esto, sopla con todas sus fuerzas en el tubo que conduce al ángel y el ángel coloca la trompeta en su boca y la hace sonar estrepitosamente. Entonces los siervos, quienes están en la cava, al oír esto, vierten los diferentes licores en los conductos apropiados, y los conductos llevan a los tazones preparados para la tarea, y entonces los mayordomos los toman y los llevan a palacio para los hombres y mujeres.
Rubruquis, Viaje por el Imperio mongol